# マウンテンバイク・オリエンテーリング

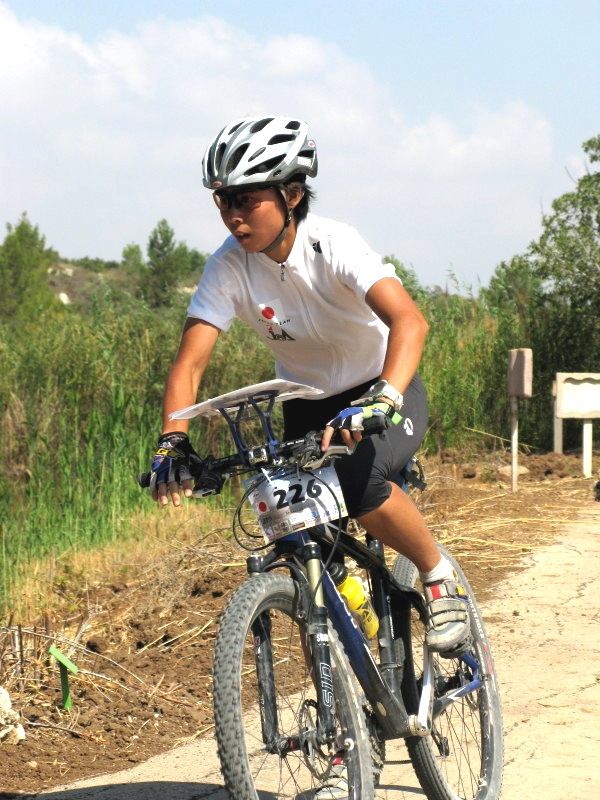
マウンテンバイク・オリエンテーリングの様子（宮内佐季子）

マウンテンバイク・オリエンテーリング（英語：Mountain Bike Orienteering、略称：MTBO）は、マウンテンバイク(MTB)に乗車してオリエンテーリングをするスポーツ競技。国際オリエンテーリング連盟（IOF）が公式に推進しているオリエンテーリング4種目のひとつ。バイク競技の体力、持久力、技術と共に、MTBに乗車したまま高速で最良のルートを選ぶ厳しい判断力が求められる。
森林保護のため、通常はトラック（小道・小径）を外れて山林に侵入することは禁止される。競技地域の山林に依存するが、通常は70-80%またはそれ以上の割合でダブルトラック、林道または舗装道を走行する。オリエンテーリング専用地図に準じたMTBO専用の地図を用いる。道を外れないため通常のオリエンテーリング地図にある林の中の通行可能度表記は必要ない一方で、トラックの太さと走行可能度に応じた特別な道の表記がなされる。
コース選びの戦術はスキー・オリエンテーリングと似ているが、林の中をショートカットしないことから時に大変な迂回ルートとなったり最良のルートが簡単に見いだせないこともあり、MTBO特有の競技的な面白さの一つとなっている。
器具は、競技用のMTBを使用し、ハンドルに取り付ける地図のホルダーを使用する。